# Epicratinus pugionifer
Epicratinus pugionifer là một loài nhện trong họ Zodariidae.
Loài này thuộc chi Epicratinus. Epicratinus pugionifer được Rudy Jocqué & Léon Baert miêu tả năm 2005.